# Salpingoeca rosetta
Salpingoeca rosetta es un microeucariota unicelular con flagelo, que muestra formas unicelulares y multicelulares con colonias de número variable de células. S.rosetta se encuentra incluido en el orden Choanoflagellida/Craspedida y la familia Salpingoecidae. Posee un complejo del collar característico, en el que un círculo de microvellosidades rodea el único flagelo. Se los puede aislar de diversos ambientes de agua salobre y presenta etapas sésiles y también libres. 

## Estructura
Salpingoeca rosetta (S. rosetta) muestra formas unicelulares y multicelulares con diferencias en su estructura. Posee un tipo de célula solitaria sedentaria, dos tipos de células solitarias que nadan libremente ('nadadores lentos' y 'nadadores rápidos' ) y dos tipos de colonias (colonias en roseta y colonias en cadena). Estos coanoflagelados, muestran una arquitectura celular polarizada y son considerados los parientes vivos más cercanos de los animales.

### Microaquitectura
Con microscopía óptica es posible estudiar las características básicas, de las  presentaciones solitarias y coloniales de S. rosetta.
  Los cuerpos celulares son ligeramente ovoides y tienen en promedio 3 micrómetros (μm) de longitud. 
 El núcleo es de disposición central y muestra un nucleolo prominente.
 Las vacuolas alimentarias son grandes y de ubicación infranuclear.
  El flagelo único de tipo propulsor (opistoconto), tiene una longitud de 15 μm.

#### Individuos

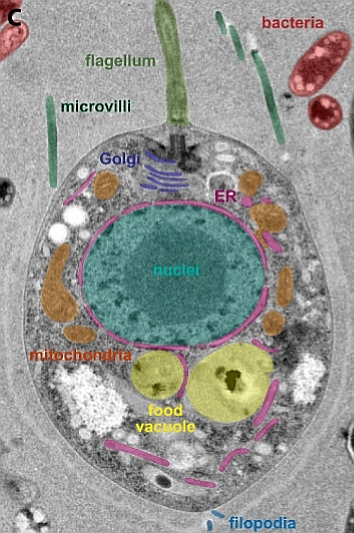
Orgánulos de S. rosetta en falso color
nuclei= núcleo en verde
ER= Retículo Endoplásmico en fucsia
mitochondria en naranja

Salpingoeca rosetta presenta tres formas solitarias: dos de ellas libres (nadadores) y una fija (tecada). 
S. rosetta posee un solo flagelo. El extremo de la célula que lleva el flagelo, se considera como el apical. El flagelo tiene una longitud aproximada de 15 μm.
- Nadadores lentos

Es la etapa de nado libre, que se separa de la colonia roseta y precede a la forma fija tecada.
 La «cerca» que rodea el flagelo en los «nadadores lentos» puede tener 4 μm de longitud. 
- Nadadores rápidos

Es la otra forma de nado libre, que sigue a la forma de nadador lento. La «corona» que rodea el flagelo difiere: en los «nadadores rápidos», es corta y escasa.

- Fijos tecados

S. rosetta libre se adhiere a una superficie mediante un pie delgado en forma de caliz denominado "teca".

Los tecados presentan «collares» largos, de aproximadamente 4 μm.

#### Colonias
S. rosetta es un organismo colonial facultativo, que muestra formas multicelulares con un número variable de células. Las formas pluricelulares muestran dos estructuras básicas: las #Cadenas y las #Rosetas.
Las colonias parecen formarse por división celular y no por agregación.
Las células tienen un diámetro máximo de 4,5 μm y son ligeramente ovoides.
Algunas rosetas en cultivo contienen hasta 25 células, el tamaño de roseta más común era de 8 células por roseta, y el 51 % de las rosetas en cultivo contenían entre 6-8 células.

### Ultraestructura

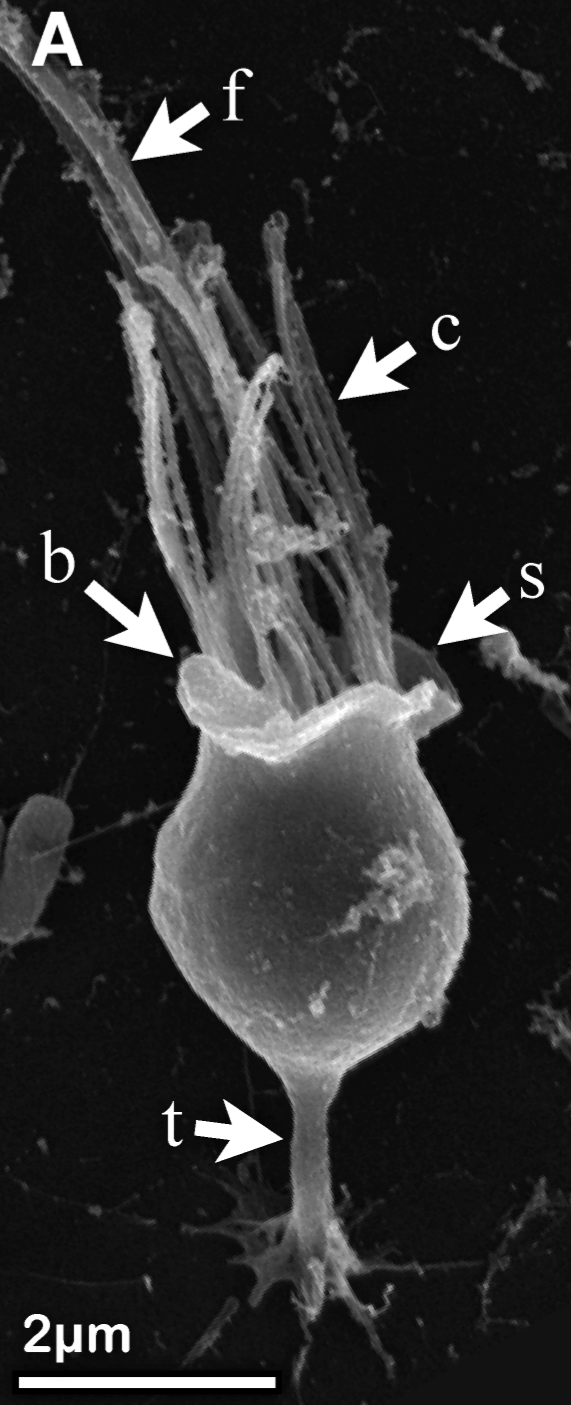
S. rosetta, tecada,
f= flagelo;
c= collar;
s= falda (skirt);
t= teca. Microscopio electrónico de barrido (SEM).

Mediante la microscopía electrónica es posible observar la estructura fina de S. rosetta que varía entre las formas individuales y las colonias. Las células tienen un diámetro de 2,0 a 4,5 micrómetros (μm) y son ligeramente ovoides, con una relación longitud:anchura de 5:4. 

#### Individuales
El flagelo de S. rosetta tiene una longitud de aproximadamente 15 micrómetros (μm), un diámetro dentro 200 a 250  nanómetros (nm). 
La membrana plasmática  posee  especializaciones denominadas: filopodios (fp), lamelipodios (lp) y pseudopodios (pp).
La mayoría de las mitocondrias en S. rosetta están organizadas en una red, que rodea el núcleo. 
El núcleo es voluminoso en comparación al tamaño de la célula. Muestra un aspecto claro (electron-lúcido) de eucromatina. En la periferia por debajo de la membrana nuclear se dispone una red escasa de  heterocromatina electron-densa. El nucleolo es prominente. 

##### Complejo del collar

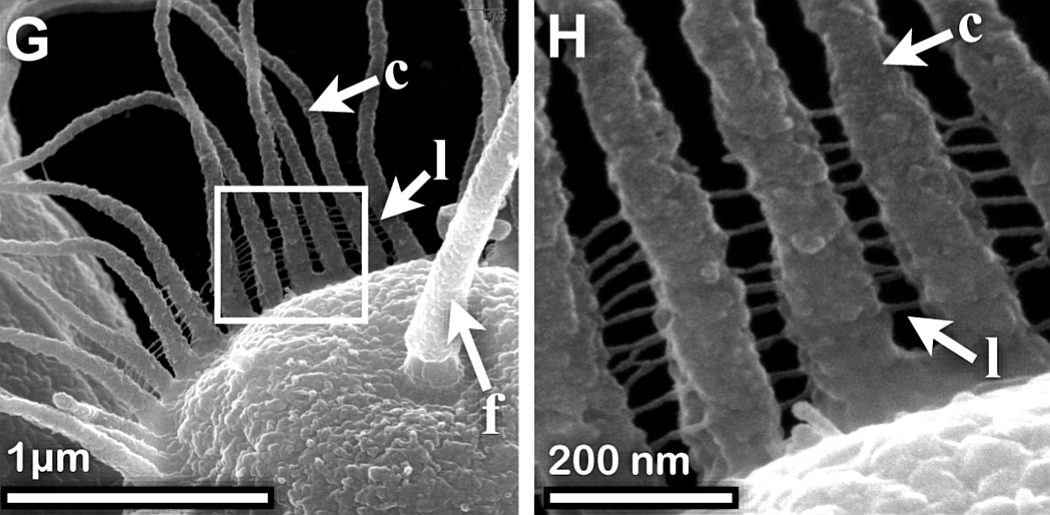
Collar de S. rosetta.
c= collar; f= flagelo; l= (links) unen las del collar (derecha: aumento x10 veces del recuadro en llaa izquierda.

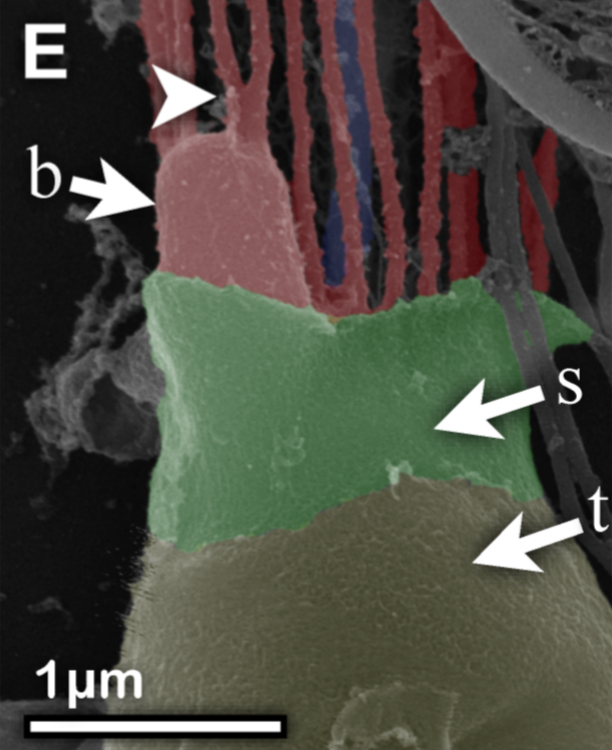
Collar de Salpingoeca rosetta.
En rojo la continuidad de la membrana de las microvellosidades con la membrana que cubre una bacteria (b) atrapada.
La falda del collar (s) en verde brillante
la teca (t) en verde oliva. Microscopía SEM.

Un «collar, corona, o cerca circular» rodea al flagelo y cuenta con 25 a 36 microvellosidades de 75 a 100 nm de diámetro y aproximadamente 5 μm de longitud. 

El tipo de dispersión o “nadador rápido” tiene un collar corto de 0,5 μm de longitud.
En S. rosetta solo las células tecadas producen una "falda de collar"  (collar skirt en inglés) similar a un lamelipodio que rodea la base externa del collar.

##### Teca

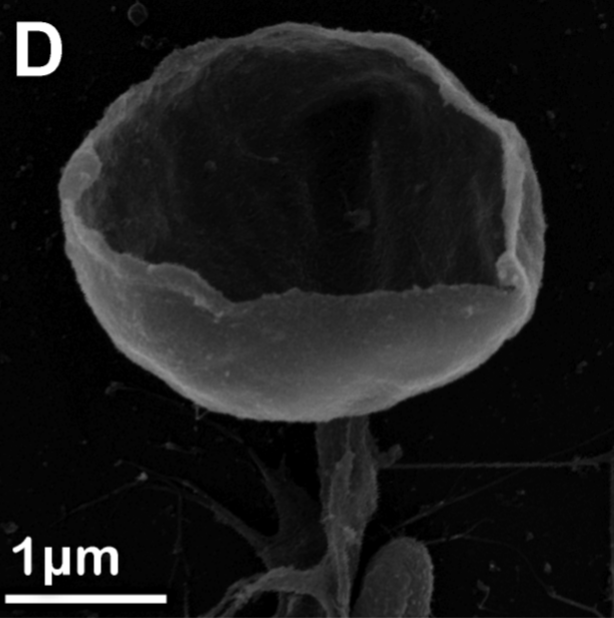
Teca aislada.

S. rosetta individual produce una estructura orgánica en forma de cáliz (denominada "teca"), que se adhiere mediante un pie delgado al sustrato y la mantiene a varios micrómetros de las superficies. 

Se observó que solo las células con tecas producían una falda de collar similar a un lamelipodio que rodea la base del collar.

#### Colonias
Los integrantes de la colonia están conectados por una serie de puentes intercelulares, matriz extracelular (ECM) y filopodios. 

La matriz extracelular (ECM) secretada en el extremo basal, interacciona con las otras células en la colonia, restringe el agrupamiento de las células que se dividen, controlando la forma de la colonia.
Tanto las células tecadas como las células de la colonia (de roseta) poseen "enlaces de collar" (collar links) que conectan y estabilizan las microvellosidades adyacentes.

##### Cadenas
Los integrantes de la cadena están conectados por una serie de puentes intercelulares, matriz extracelular (ECM) y filopodios.

##### Rosetas
Las colonias se forman por división celular. 
Las células de la colonia de roseta poseen "enlaces de collar" que conectan en las vellosidades adyacentes.

## Fisiología
Se ha demostrado la presencia de quimiosensación, fotosensibilidad y mecanosensación en los coanoflagelados. La genómica comparativa, ha revelado posibles quimiorreceptores, fotorreceptores y mecanorreceptores moleculares en los genomas de los coanoflagelados.
Salpingoeca rosetta en respuesta a diversas señales ambientales, se diferencia en cinco tipos de células distintas, incluidos tres tipos de células solitarias (nadadoras lentas, nadadoras rápidas y células tecadas) y dos formas coloniales (rosetas y cadenas). El desarrollo de colonias rosetas multicelulares está regulado por bacterias ambientales. 

La bacteria Vibrio fischeri induce el agrupamiento en S. rosetta, mediante la actividad de la condroitinasa secretada EroS. S. rosetta tiene una respuesta específica  a las presas bacterianas. El control del desarrollo multicelular en S. rosetta, es inducido por sulfonolípidos (factores inductores de roseta o 'RIF') secretados por la bacteria Algoriphagus machipongonensis.

### Receptores
Los receptores Eph y sus compañeros de interacción, las efrinas, constituyen un sistema de señalización y de comunicación que promueve la adhesión o la repulsión de las células. Este sistema fue el que contribuyó al desarrollo de los primeros animales.
  En Salpingoeca rosetta se encuentran las secuencias que codifican el dominio tirosina quinasa (Pkinase_Tyr) más cercano al de las efrinas.
Los canales de calcio dependientes de voltaje (VGCC en inglés ), son activados por la despolarización de la membrana lo que conduce a una afluencia de calcio. El calcio actúa como un segundo mensajero dentro de las células y puede desencadenar una respuesta inmediata o una mayor liberación de depósitos de calcio.

### Desplazamiento

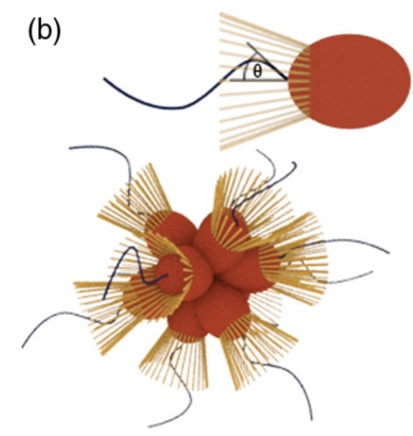
Arriba: Extremo apical/anterior con flagelo y ángulo de batido, de una forma #Individuales de S. rosetta.

Como colonial facultativo S. rosetta exhibe formas unicelulares y también multicelulares con un número variable de células.
 Las células individuales de S. rosetta, como otros microorganismos, son «nadadores» aleatorios.
 El batir de los flagelos en S. rosetta varía entre células, la morfología varía entre colonias como resultado del proceso de división celular, dos colonias de tamaño similar pueden nadar de forma muy diferente.
En los individuos libres y en las colonias en roseta, el calcio condujo a contracción de la colonia completa. De forma similar, el batido flagelar se detiene brevemente (arrest) en las colonias.

### Alimentación
Salpingoeca rosetta es un alimentador filtrador de microbios, el batir del flagelo crea un flujo de agua que transporta a las presas hacia la superficie exterior del collar, las microvellosidades actúan como un filtro que primero las atrapa y luego las transporta hacia el cuerpo celular donde su alimento es fagocitado.
La fagocitosis es el mecanismo de alimentación predominante o único también en esponjas, ctenóforos, cnidarios y un subconjunto de animales bilaterales.
En S. rosetta la fagocitosis implica primero la fusión de varias microvellosidades, seguida de la remodelación de la membrana del collar para engullir a la presa y luego el transporte de las bacterias englobadas al interior de la célula.
El proceso de alimentación de S. rosetta en su forma fija (tecada) se puede dividir en cuatro pasos básicos:
1. contacto inicial entre la bacteria y el collar de alimentación de S. rosetta,
2. movimiento de la bacteria hasta la base del collar de alimentación (12,5 segundos en promedio),
3. producción de una vesícula fagocítica (phagocytic cups) para rodear a la bacteria (20 segundos en promedio), y
4. fagocitosis, lo que lleva a la internalización de las bacterias capturadas, que se localizaron en la vacuola alimenticia de la base de S. rosetta.[7]

## Multiplicación
En situaciones ricas en nutrientes, las células se dividen rápidamente en cadenas, antes de separarse en nadadores lentos.

Las colonias en cadena y las colonias en roseta se generan a través de una división celular en serie, seguida de una separación incompleta que deja un puente citoplasmático basal entre las células.

## Genética
Salpingoeca rosetta (S. rosetta) posee 33 cromosomas con 11 629 genes. Con aproximadamente 55 Mb, S. rosetta codifica homólogos de genes de: adhesión celular, neuropéptidos y metabolismo de glucoesfingolípidos 
que se encontraban solamente en los metazoos.

Una familia de genes de secuencia homóloga (genes parálogos), contribuyen al desarrollo multicelular (#Rosetas) codificando las proteínas estructurales denominadas septinas.

## Relaciones filogenéticas

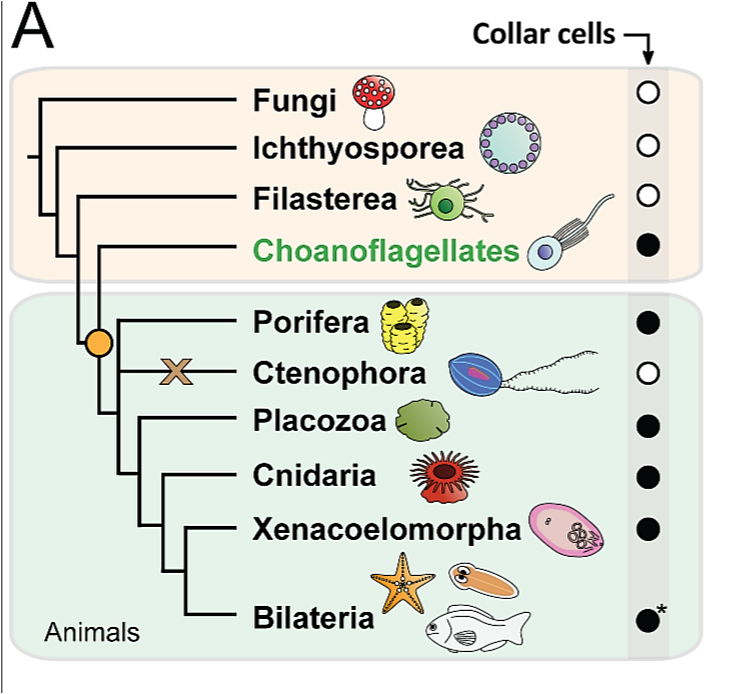
Distribución filogenética de células de collar en Choanozoa (Choanoflagellata + Metazoa).
Círculo naranja origen de Células de collar.
Círculos negros indican presencia de Células de collar.

Estos seres evolucionaron no mucho antes que el origen de los animales y pueden por tanto ayudarnos a saber cómo aparecieron evolutivamente los primeros animales.
  Algunos investigadores plantean a Opisthokonta, como un supergrupo monofilético (todos los organismos incluidos en él han evolucionado a partir de una población ancestral común), que contiene animales, hongos y sus parientes unicelulares, se divide en 2 linajes principales: Holomycota, que contiene hongos y sus parientes unicelulares (por ejemplo, Nucleariida), y Holozoa, que incluye metazoos (Porifera, Placozoa, Ctenophora, Cnidaria, y Bilateria) y sus parientes unicelulares (Choanoflagellata, Filasterea, Ichthyosporea y Pluriformea/Corallochytrea.
Familia
Scientific name: Salpingoecidae

Parent: Craspedida

Children:

Sphaeroeca

Monosiga

Desmarella

Choanocyte 

Salpingoeca